# Kouramádes
Kouramádes (Kouramades) är en ort i Grekland.   Den ligger i prefekturen Nomós Kerkýras och regionen Joniska öarna, i den västra delen av landet, 400 km nordväst om huvudstaden Aten. Kouramádes ligger 149 meter över havet och antalet invånare är 255. Den ligger på ön Korfu.
Terrängen runt Kouramádes är varierad. Havet är nära Kouramádes åt sydväst. Närmaste större samhälle är Korfu, 7,8 km nordost om Kouramádes. 